# Phostria nicoalis
Phostria nicoalis là một loài bướm đêm trong họ Crambidae.